# Good as I Been to You
Good as I Been to You är ett musikalbum av Bob Dylan, hans 28:e studioalbum i ordningen utgivet i oktober 1992. Albumet innehåller traditionella folksånger och är Dylans andra med enbart covers (första är Dylan från 1973). Dock är det hans första helt akustiska album sedan början av 60-talet, innehållandes endast gitarr, munspel och sång av Dylan själv.
Albumet nådde #51 på Billboards albumlista och #18 på albumlistan i Storbritannien.

## Låtlista
Alla låtarna är traditionella och arrangerade av Bob Dylan om inget annat anges.
1. "Frankie & Albert" - 3:50
2. "Jim Jones" - 3:55
3. "Blackjack Davey" - 5:50
4. "Canadee-i-o" - 4:23
5. "Sittin' on Top of the World" - 4:30
6. "Little Maggie" - 2:54
7. "Hard Times" (Stephen Foster)- 4:34
8. "Step It Up and Go" - 2:57
9. "Tomorrow Night" (Sam Coslow & Will Grosz) - 3:43
10. "Arthur McBride" - 6:22
11. "You're Gonna Quit Me" - 2:48
12. "Diamond Joe" - 3:17
13. "Froggie Went A-Courtin'" - 6:24